# Serguéi Martynov (luchador)
Serguéi Alexandróvich Martynov –en ruso, Сергей Александрович Мартынов– (Moscú, 30 de abril de 1971) es un deportista ruso que compitió en lucha grecorromana.
Participó en dos Juegos Olímpicos de Verano, obteniendo la medalla de plata en Barcelona 1992, en la categoría de 62 kg, y el octavo lugar en Atlanta 1996.
Ganó cuatro medallas de oro en el Campeonato Mundial de Lucha entre los años 1991 y 1995, y cuatro medallas en el Campeonato Europeo de Lucha entre los años 1992 y 1996.

## Palmarés internacional
| Representando a la URSS           |                         |                  |           |
| Campeonato Mundial                |                         |                  |           |
| Año                               | Lugar                   | Medalla          | Categoría |
| 1991                              | Varna (Bulgaria)        | Medalla de oro   | 62 kg     |
| Representando al Equipo Unificado |                         |                  |           |
| Juegos Olímpicos                  |                         |                  |           |
| Año                               | Lugar                   | Medalla          | Categoría |
| 1992                              | Barcelona (España)      | Medalla de plata | 62 kg     |
| Representando a la CEI            |                         |                  |           |
| Campeonato Europeo                |                         |                  |           |
| Año                               | Lugar                   | Medalla          | Categoría |
| 1992                              | Copenhague (Dinamarca)  | Medalla de oro   | 62 kg     |
| Representando a Rusia             |                         |                  |           |
| Campeonato Mundial                |                         |                  |           |
| Año                               | Lugar                   | Medalla          | Categoría |
| 1993                              | Estocolmo (Suecia)      | Medalla de oro   | 62 kg     |
| 1994                              | Tampere (Finlandia)     | Medalla de oro   | 62 kg     |
| 1995                              | Praga (República Checa) | Medalla de oro   | 62 kg     |
| Campeonato Europeo                |                         |                  |           |
| Año                               | Lugar                   | Medalla          | Categoría |
| 1993                              | Estambul (Turquía)      | Medalla de oro   | 62 kg     |
| 1995                              | Besanzón (Francia)      | Medalla de plata | 62 kg     |
| 1996                              | Budapest (Hungría)      | Medalla de oro   | 62 kg     |